# Nora Pester
Nora Pester (* 1977 in Leipzig) ist eine deutsche Publizistin sowie Eigentümerin und Verlegerin des Hentrich & Hentrich Verlags (Berlin/Leipzig).

## Leben
Nora Pester studierte in Leipzig und Wien Hispanistik, Politikwissenschaften und Volkswirtschaftslehre. Sie promovierte von April 2002 bis Mai 2005 im Fach Politikwissenschaften an der Universität Leipzig mit einer Arbeit zum Thema Die soziale Verfassung Europas. Eine rechts- und diskurstheoretische Betrachtung.
Sie war für Presse und Vertrieb beim Passagen Verlag in Wien zuständig, als Leiterin für Presse und Marketing im ZOOM Kindermuseum im MuseumsQuartier Wien tätig und 2009 für Vertrieb und Marketing bei Matthes & Seitz in Berlin. Seit Januar 2010 ist sie als Nachfolgerin des verstorbenen Gerhard Hentrich (1924–2009) Inhaberin und Verlegerin des Hentrich & Hentrich Verlags (Berlin/Leipzig), dessen Programm mit dem Schwerpunkt der jüdischen Kultur und Zeitgeschichte sie ausgebaut und weiterentwickelt hat.
Seit 2019 ist sie zudem Vorstand von Netzwerk Jüdisches Leben e. V. Von 2019 bis 2024 war sie Kultursenatorin der Kulturstiftung des Freistaates Sachsen. Seit 2021 ist sie Beiratsmitglied der Holger-Koppe-Stiftung und seit 2024 von European Leadership Network (ELNET). Seit 2023 ist sie zudem Sprecherin von „Tacheles. Jahr der jüdischen Kultur in Sachsen 2026“.

## Schriften
- Die soziale Verfassung Europas. Eine rechts- und diskurstheoretische Betrachtung. Passagen Verlag, Wien 2006, ISBN 978-3-85165-744-9 (= Dissertation 2005, Universität Leipzig).
- Queer in Israel (Herausgeberin). Hentrich & Hentrich Verlag Berlin Leipzig 2018, ISBN 978-3-95565-282-1.
- Jüdisches Leipzig. Menschen – Orte – Geschichte. Hentrich & Hentrich Verlag Berlin Leipzig 2022, ISBN 978-3-95565-562-4.